# Leucopis dislineata
Leucopis dislineata är en tvåvingeart som beskrevs av Tanasijtshuk 2003. Leucopis dislineata ingår i släktet Leucopis och familjen markflugor. Inga underarter finns listade i Catalogue of Life.